# أحمد أباد (بوكان)
أحمد أباد (بالكردية: ئەحمەداوا) هي إحدى القرى التابعة لـفيض الله بغي في ريف قسم مركزي من مقاطعة بوكان، في محافظة أذربیجان الغربیة الإيرانية.

## السكان
حسب إحصاءات سنة 2006، بلغ إجمالي السكان في أحمداوا 181 نسمة وعدد المساكن 35 مسكن. لغة سكان أحمداوا هي اللغة الكردية وهم من أهل السنة والجماعة والمذهب الشافعي.